# Bayerische Maximiliansbahn
| Bayerische Maximiliansbahn                      | Bayerische Maximiliansbahn |
| ----------------------------------------------- | -------------------------- |
| Streckenführung der bayerischen Maximiliansbahn |                            |

Die Bayerische Maximiliansbahn wurde von den Königlich Bayerischen Staats-Eisenbahnen als Ost-West-Verbindung zwischen der württembergischen Landesgrenze bei Neu-Ulm im Westen über Augsburg, München und Rosenheim zur österreichischen Grenze bei Kufstein und Salzburg im Osten gebaut. Teil der Strecke ist die von der München-Augsburger Eisenbahn-Gesellschaft erbaute und 1840 eröffnete Bahnstrecke München–Augsburg.
Namensgeber war der von 1848 bis 1864 regierende bayerische König Maximilian II.

## Geschichte

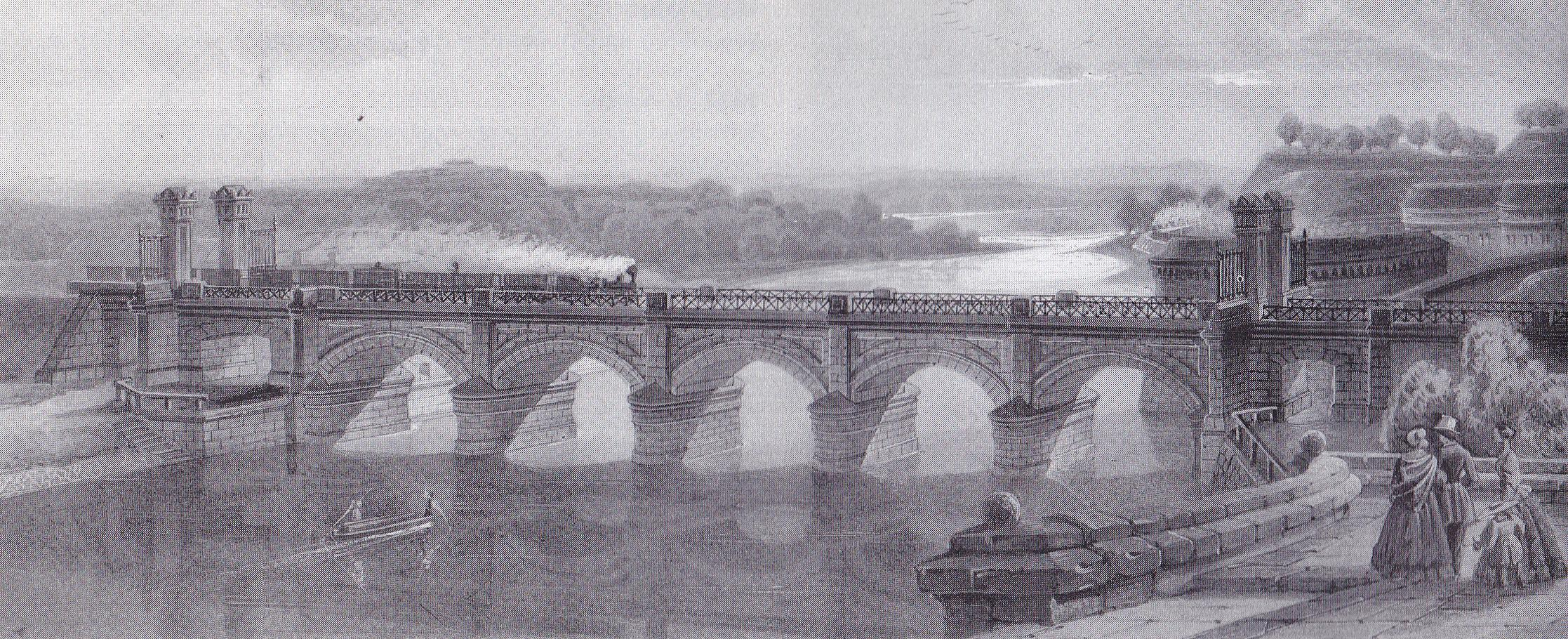
Eisenbahnbrücke über die Donau zwischen Ulm und Neu-Ulm um 1855

Recht spät, erst um 1851, entschloss sich Bayern, eine Ost-West-Eisenbahnverbindung zwischen den deutschen Staaten und Italien via Brennerbahn und nach Salzburg in Richtung Wien und Semmering zu bauen. Man versprach sich eine gute Auslastung der Strecke durch den Anschluss an den österreichischen Adriahafen Triest. Entsprechende Staatsverträge wurden mit dem Königreich Württemberg und mit der österreichischen Regierung am 25. April 1850 bzw. 1851 geschlossen. Einbezogen in die neue Strecke wurde die bestehende Bahnstrecke München–Augsburg, die die 1846 verstaatlichte ehemals private München-Augsburger Eisenbahn-Gesellschaft 1840 eröffnet hatte. Nach deren Verstaatlichung wurde 1846 am Rosenauberg in Augsburg ein neuer Hauptbahnhof gebaut; in Oberhausen wurden neue Bahnanlagen geschaffen und verbunden, schließlich auch die alten Bahnhöfe am Roten Tor und in Oberhausen aufgegeben.
Die Strecke nahm ihren Ausgang an der württembergisch-bayerischen Landesgrenze in der Mitte der neu erbauten Eisenbahnbrücke Ulm–Neu-Ulm und führte über 85 Kilometer nach Augsburg. Den Anschluss an den Ulmer Bahnhof stellte Württemberg her. In Ulm schlossen sich die Ostbahn von Stuttgart und die Südbahn nach Friedrichshafen an.
Von München führte die Strecke auf 106 Kilometer über Großhesselohe und Rosenheim nach Kufstein zur österreichischen Unterinntalbahn. Die Salzburger Linie zweigte in Rosenheim ab und führte mit 83 km Länge über Traunstein zur Grenze bei Salzburg.

### Streckenbau
Das bayerische Gesetz vom 4. Mai 1851 leitete den Bau des westlichen Streckenteils ein. Eröffnet wurde die 83,7 Kilometer lange Strecke in vier Abschnitten:
| Datum              | Abschnitt                     | Länge   |
| ------------------ | ----------------------------- | ------- |
| 1. Mai 1854        | Mitte Donaubrücke Ulm–Neu-Ulm | 1,3 km  |
| 26. September 1853 | Neu-Ulm–Burgau                | 38,1 km |
| 1. Mai 1854        | Burgau–Dinkelscherben         | 17,9 km |
| 26. September 1853 | Dinkelscherben–Augsburg       | 26,4 km |

Den Bau des östlichen Streckenteils regelte das bayerische Gesetz vom 7. Mai 1852. Eröffnet wurde die insgesamt 188 Kilometer lange Strecke in fünf Teilabschnitten:
| Datum            | Abschnitt                      | Länge     |
| ---------------- | ------------------------------ | --------- |
| 24. Juni 1854    | München–Großhesselohe          | 10,7 km   |
| 31. Oktober 1857 | Großhesselohe–Rosenheim        | 62,9 km   |
| 5. August 1858   | Rosenheim–Grenze bei Kufstein  | 31,9 km 1 |
| 7. Mai 1860      | Rosenheim–Traunstein           | 53,3 km   |
| 1. August 1860   | Traunstein–Grenze bei Salzburg | 29,5 km 2 |

1 Anschluss an die Unterinntalbahn. Eine Weiterfahrt nach Innsbruck war ab 24. November 1858 möglich.
2 Anschluss an die Kaiserin-Elisabeth-Bahn
Die über dreijährige Pause bis zur Weiterführung der Strecke von Großhesselohe nach Rosenheim ist auf den aufwändigen Bau der großen 300 Meter langen Großhesseloher Brücke über die Isar zurückzuführen. Die drei 30 Meter hohen Pfeiler machten die Brücke zur damals zweithöchsten Eisenbahnbrücke der Welt. Die Gründungsarbeiten begannen bereits 1852. Der starke Verkehr auf diesem ersten Teilstück führte schon bis 1862 zum Bau eines zweiten Gleises. Ab 1871 verlor dieser Teil der Maximiliansbahn nach der Eröffnung der kürzeren Strecke über Grafing jedoch den Fernverkehr.
Zwischen Augsburg und Ulm wurde die Strecke bis 1892 zweigleisig ausgebaut. Im Rahmen der Elektrifizierung zwischen Stuttgart und Augsburg bis Mai 1933 wurden auf einer Länge von 55 km auch Linienverbesserungen vorgenommen. Zwischen Dinkelscherben und München-Pasing ist die Strecke heute in Teilen mit Linienzugbeeinflussung ausgerüstet und für Geschwindigkeiten bis 200 km/h zugelassen. Zwischen Mammendorf und München stehen zusätzlich separate Gleise für die S-Bahn zur Verfügung.

## Die Bahnstrecken heute
Die einstige Maximiliansbahn setzt sich heute aus folgenden Eisenbahnstrecken mit jeweils eigenständiger Kilometrierung zusammen:
- Bahnstrecke Augsburg–Ulm (85,8 km)
- Bahnstrecke München–Augsburg (61,9 km)
- Bahnstrecke München–Lenggries bis Holzkirchen (36,4 km)
- Bahnstrecke Holzkirchen–Rosenheim (37,2 km)
- Bahnstrecke Rosenheim–Kufstein Grenze (31,9 km)
- Bahnstrecke Rosenheim–Salzburg (88,6 km)